# Encephalartos woodii
Encephalartos woodii är en kärlväxtart som beskrevs av Henry Frederick Conrad Sander. Encephalartos woodii ingår i släktet Encephalartos och familjen Zamiaceae. Inga underarter finns listade i Catalogue of Life.

## Bildgalleri

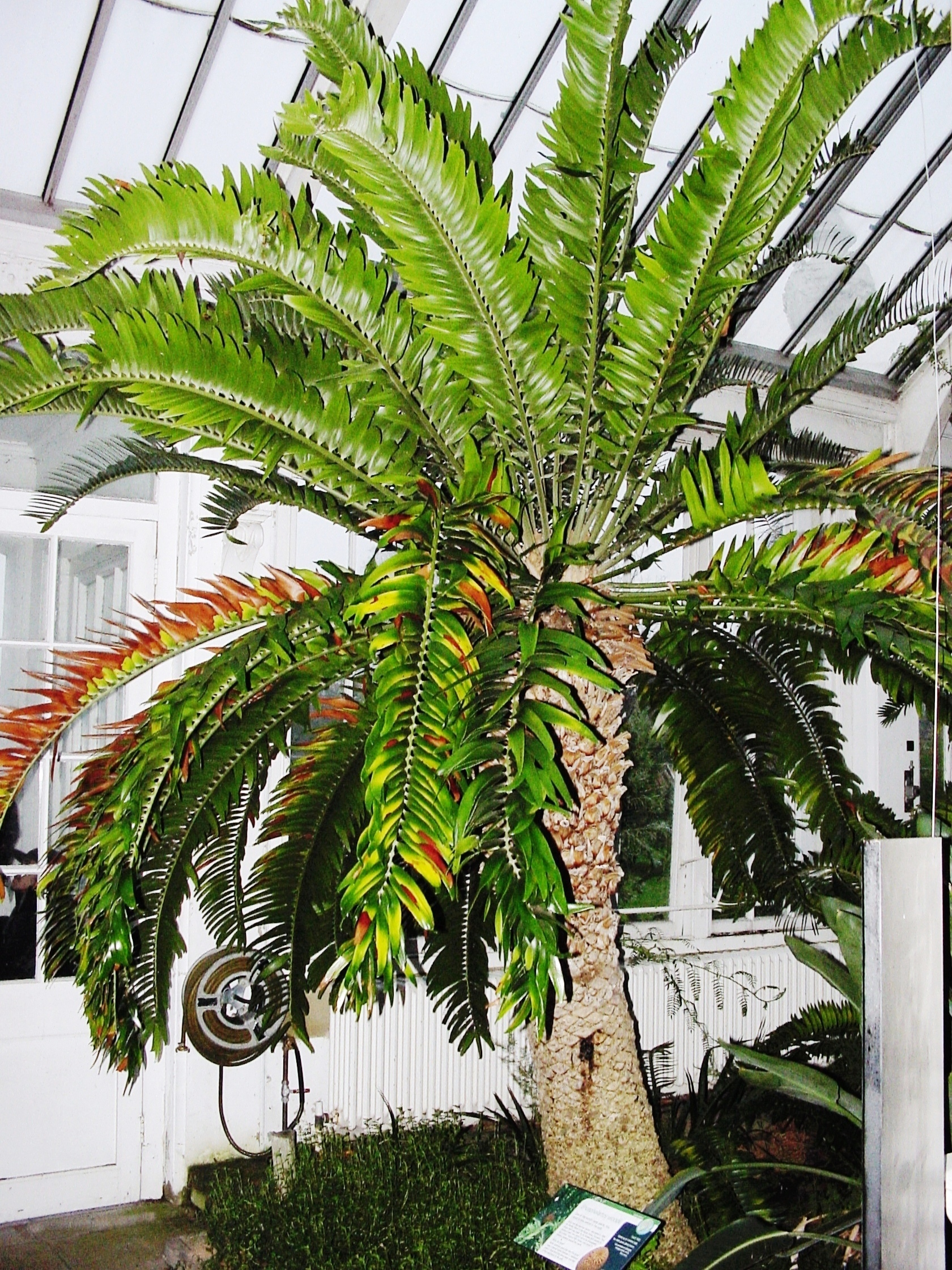
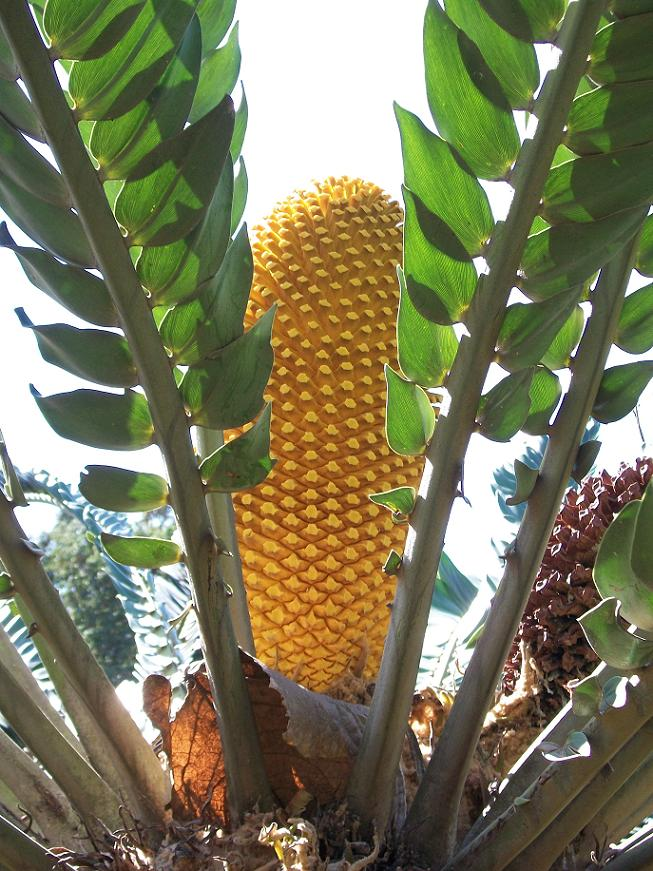
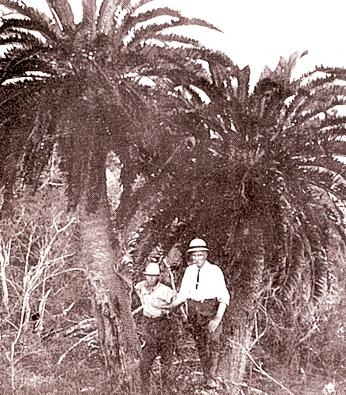
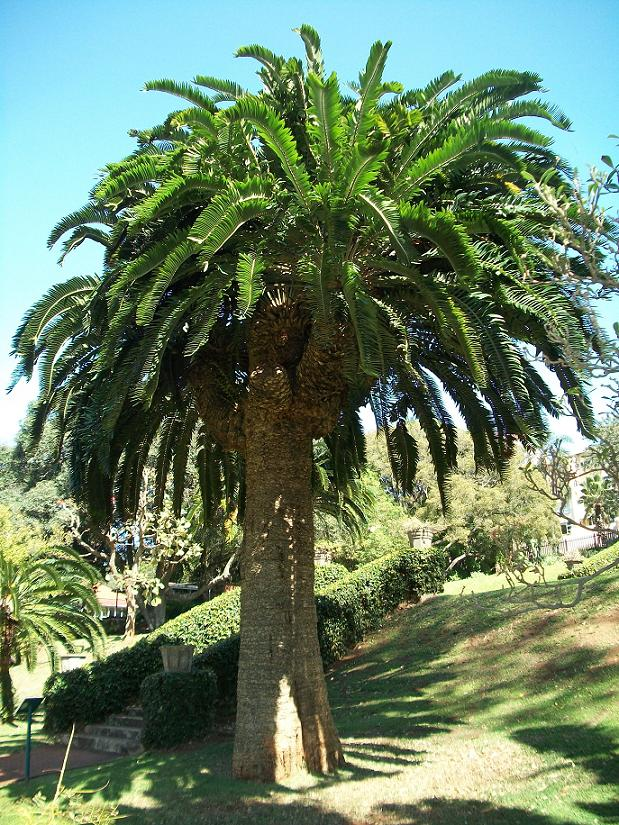
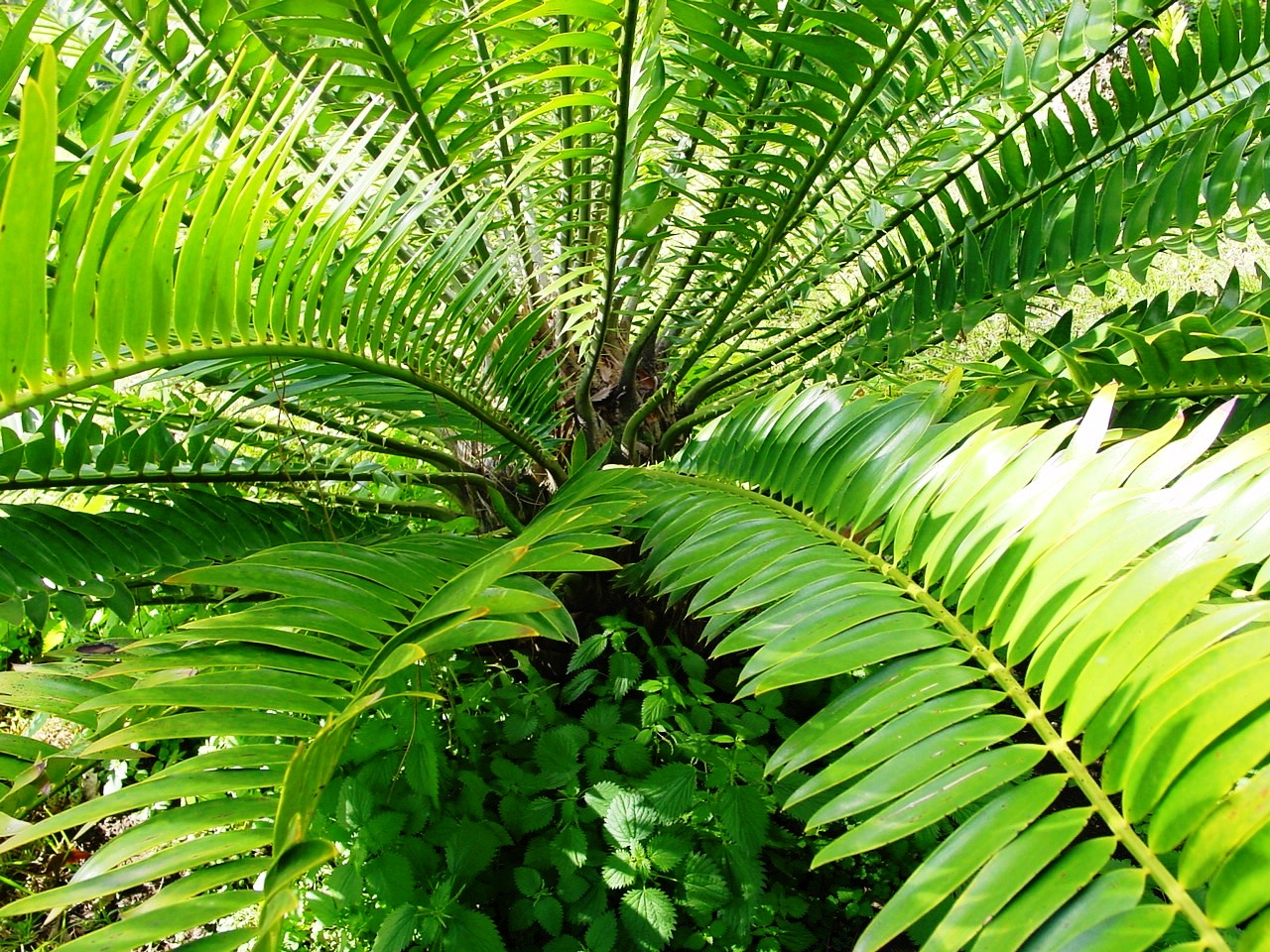
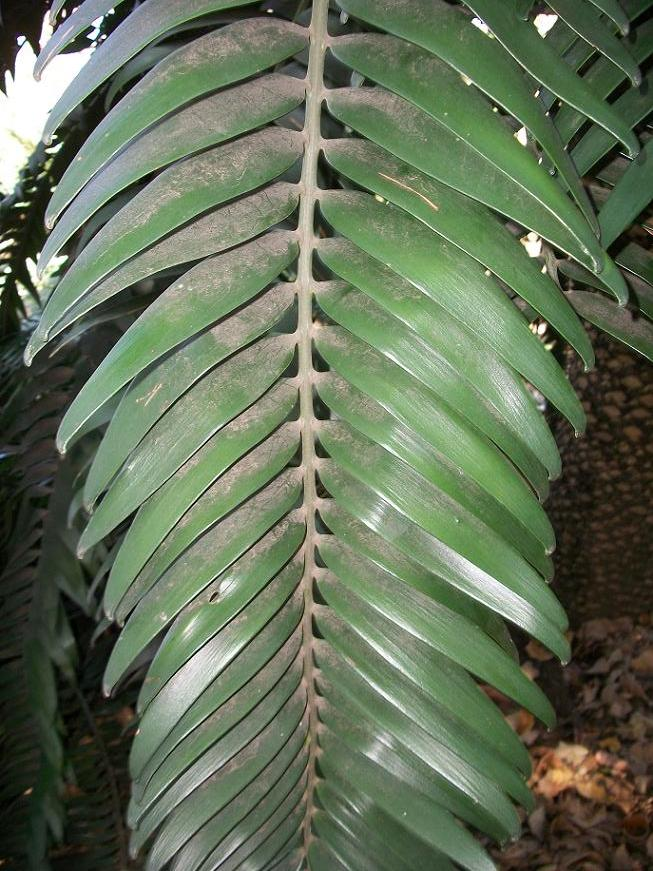